# Kozłów (Radom)
Pour les articles homonymes, voir Kozłów.
Kozłów (prononciation : [ˈkɔzwuf]) est un village polonais de la gmina de Jastrzębia dans le powiat de Radom de la voïvodie de Mazovie dans le centre-est de la Pologne.
Il se situe à environ 4 kilomètres au sud de Jastrzębia (siège de la gmina), 10 kilomètres au nord-est de Radom (siège de le powiat) et à 85 kilomètres au sud de Varsovie (capitale de la Pologne).

## Histoire
De 1975 à 1998, le village appartenait administrativement à la voïvodie de Radom.